# 元木博紀
元木 博紀（もとき ひろき、1992年2月14日 - ）は、茨城県かすみがうら市出身のハンドボール選手。日本ハンドボールリーグのジークスター東京所属。

## 経歴
茨城県立藤代紫水高等学校では2008年に第3回男子ユースアジア選手権の日本代表U-19に選出された。2009年は男子ユースオリンピックアジア予選の日本代表U-19に選出。同年3月の全国高等学校ハンドボール選抜大会で優秀選手に選ばれ、8月の全日本高等学校ハンドボール選手権大会（インターハイ）でも優秀選手に選ばれた。
高校卒業後は日本体育大学へ進学し、2010年に第4回男子ユースアジア選手権の日本代表U-19に選出された。2011年は全日本学生ハンドボール選手権大会（インカレ）で優秀選手賞を受賞。2012年は第13回男子ジュニアアジア選手権の日本代表U-21に選出され、同年のインカレでは2年連続で優秀選手賞を受賞した。2013年は第1回U-22東アジア選手権の日本代表に選出。この年のインカレでも3年連続となる優秀選手賞を受賞した。
2014年に日本ハンドボールリーグの大崎電気へ加入。2013-14年シーズンのプレーオフ準決勝（対大同特殊鋼）で初出場を果たし、4得点を挙げた。シーズン終了後には第19回ヒロシマ国際ハンドボール大会の日本代表に選出。7月の第4回全日本社会人ハンドボール選手権大会では最優秀新人賞を受賞した。
2015年11月にはリオデジャネイロオリンピックアジア予選の日本代表に選出された。
2016年1月に第17回男子アジア選手権の日本代表に選出。
2017年1月には第25回男子世界選手権の日本代表に選出された。同年5月の第7回社会人選手権でベストセブンを受賞。12月の日本選手権では最優秀選手賞に選ばれた。
2018年の第8回社会人選手権では最優秀選手賞を受賞。2018-19年シーズンはシュート率賞（.662）のタイトルを獲得し、ベストセブン賞を受賞した。

## 詳細情報

### 年度別成績
| 年       | チーム   | 試合 | フィールド 得点 | 率   | 7m    | 合計    | 警告 | 退場 | 失格 |
| -------- | -------- | ---- | --------------- | ---- | ----- | ------- | ---- | ---- | ---- |
| 2013-14  | 大崎電気 | 0    | -               | -    | -     | -       | -    | -    | -    |
| 2014-15  | 大崎電気 | 16   | 48/81           | .593 | 8/14  | 56/95   | 1    | 4    | 0    |
| 2015-16  | 大崎電気 | 11   | 27/43           | .627 | 8/10  | 35/53   | 2    | 2    | 0    |
| 2016-17  | 大崎電気 | 12   | 56/80           | .700 | 10/11 | 66/91   | 5    | 7    | 0    |
| 2017-18  | 大崎電気 | 12   | 52/77           | .675 | 5/6   | 57/83   | 1    | 3    | 0    |
| 2018-19  | 大崎電気 | 24   | 131/198         | .662 | 15/16 | 146/214 | 3    | 5    | 0    |
| JHL：6年 | JHL：6年 | 75   | 314/479         | .656 | 46/57 | 360/536 | 12   | 21   | 0    |

- 各年度の太字はリーグ最高

### タイトル・表彰

#### 日本ハンドボールリーグ
- 殊勲選手賞：1回 (2018年)
- ベストセブン賞：3回 (2018年・2019年・2020年)
- シュート率賞：1回 (2018年)

#### 日本選手権
- 最優秀選手賞：1回 (2017年)

#### 社会人選手権
- 最優秀選手賞：1回 (2018年)
- ベストセブン：2回 (2017年・2019年)
- 最優秀新人賞 (2014年)

### 記録

#### 日本ハンドボールリーグ
- 7mスロー初得点：2014年10月25日、対琉球コラソン戦（岩手県営体育館）[22]
- フィールドゴール初得点：同上

### 背番号
- 25 (2013年 - )

## 代表歴

### 日本代表
- オリンピック(2020年)
- アジア選手権 (2016年・2018年・2020年)
- 世界選手権 (2017年、2019年、2021年)
- アジア競技大会 (2018年)
- ジャパンカップ (2018年・2019年)
- 日韓定期戦 (2016年・2017年・2018年・2019年)

#### 大会別成績
| 年     | 大会             | 対戦国                          | フィールド 得点 | 率    | 7m  | 合計 | 警告 | 退場 | 失格 |
| ------ | ---------------- | ------------------------------- | --------------- | ----- | --- | ---- | ---- | ---- | ---- |
| 2019年 | 世界選手権       | 北マケドニア戦 (予選)           | 0/1             | .000  | 0/0 | 0/1  | 0    | 1    | 0    |
| 2019年 | 世界選手権       | クロアチア戦 (予選)             | 2/2             | 1.000 | 0/0 | 2/2  | 0    | 0    | 0    |
| 2019年 | 世界選手権       | スペイン戦 (予選)               | 3/3             | 1.000 | 0/0 | 3/3  | 0    | 0    | 0    |
| 2019年 | 世界選手権       | アイスランド戦 (予選)           | 1/3             | .333  | 0/0 | 1/3  | 1    | 0    | 0    |
| 2019年 | 世界選手権       | バーレーン戦 (予選)             | 9/10            | .900  | 0/0 | 9/10 | 0    | 1    | 0    |
| 2019年 | 世界選手権       | 朝鮮戦 (21-24位戦)              | 1/1             | 1.000 | 0/0 | 1/1  | 0    | 1    | 0    |
| 2019年 | 世界選手権       | アンゴラ戦 (21-24位戦)          | 4/5             | .800  | 0/0 | 4/5  | 0    | 1    | 0    |
| 2021年 | 世界選手権       | クロアチア戦 (予選ラウンド)     | 4/4             | 1.000 | 0/0 | 4/4  | 1    | 0    | 0    |
| 2021年 | 世界選手権       | カタール戦 (予選ラウンド)       | 2/3             | .667  | 0/0 | 2/3  | 0    | 0    | 0    |
| 2021年 | 世界選手権       | アンゴラ戦 (予選ラウンド)       | 5/6             | .833  | 0/0 | 5/6  | 0    | 0    | 0    |
| 2021年 | 世界選手権       | アルゼンチン戦 (メインラウンド) | 1/3             | .333  | 4/4 | 5/7  | 0    | 0    | 0    |
| 2021年 | 世界選手権       | デンマーク戦 (メインラウンド)   | -               | -     | -   | -    | -    | -    | -    |
| 2021年 | 世界選手権       | バーレーン戦 (メインラウンド)   | 5/8             | .625  | 0/0 | 5/8  | 0    | 0    | 0    |
| 2021年 | 東京オリンピック | デンマーク戦 (予選)             | 5/8             | .625  | 3/3 | 8/11 | 0    | 1    | 0    |
| 2021年 | 東京オリンピック | スウェーデン戦 (予選)           | 4/5             | .800  | 2/3 | 6/8  | 0    | 2    | 0    |
| 2021年 | 東京オリンピック | エジプト戦 (予選)               | 0/1             | .000  | 0/0 | 0/1  | 0    | 2    | 0    |
| 2021年 | 東京オリンピック | バーレーン戦 (予選)             | 7/7             | 1.000 | 0/0 | 7/7  | 0    | 0    | 0    |
| 2021年 | 東京オリンピック | ポルトガル戦 (予選)             | 3/6             | .500  | 0/0 | 2/2  | 1    | 0    | 0    |